# Resolvent (anàlisi matemàtica)
En matemàtiques, la resolvent és una tècnica que consisteix a aplicar conceptes de l'anàlisi complexa a l'estudi de l'espectre d'un operador sobre un espai de Hilbert o sobre un espai més general.
La resolvent captura les propietats espectrals d'un operador en l'estructura analítica de la resolvent. Donat un operador A, hom pot definir la resolvent com
{\displaystyle R(z;A)=(A-zI)^{-1}.}
Entre altres usos, hom pot fer servir la resolvent per resoldre equacions integrals de Fredholm no-homogènies; una aproximació és una solució en sèrie de potències, la sèrie de Liouville–Neumann.
Hom pot fer servir la resolvent de A directament per obtenir informació sobre la descomposició espectral de A. Per exemple, suposem que {\displaystyle \lambda } és un valor propi aïllat en l'espectre de A. És a dir, suposem que existeix una corba simple tancada {\displaystyle C_{\lambda }} en el pla complex que separa {\displaystyle \lambda } de la resta de l'espectre de A. Llavors el residu
{\displaystyle {\frac {-1}{2\pi i}}\oint _{C_{\lambda }}(A-zI)^{-1}~dz}
defineix un operador de projecció sobre el {\displaystyle \lambda }-espai propi de A
El teorema de Hille–Yosida estableix una relació entre la resolvent i una integral sobre el grup uniparamètric de transformacions generades per A. Així, per exemple, si A és un operador autoadjunt, llavors {\displaystyle U(t)=\exp(itA)} és un grup uniparamètric d'operadors unitaris. La resolvent es pot expressar com la integral
{\displaystyle R(z;A)=\int _{0}^{\infty }e^{-zt}U(t)dt.}

## Història
El primer ús que es coneix de l'operador resolvent fou Erik Ivar Fredholm el 1903, en un article publicat a Acta Mathematica, i que va ajudar a crear la teoria d'operadors moderna. El nom de resolvent fou atribuït per David Hilbert.

## Identitat resolvent
Per qualssevol {\displaystyle z,w} de {\displaystyle \rho (A)}, el conjunt resolvent d'un operador {\displaystyle A}, es compleix la identitat resolvent (també anomenada identitat de Hilbert):
{\displaystyle R(z;A)-R(w;A)=(w-z)R(z;A)R(w;A)\,}
(Notem que Dunford i Schwartz defineixen la resolvent com {\displaystyle (zI-A)^{-1}}, així que la fórmula anterior és lleugerament diferent de la d'aquests autors.)

## Resolvent compacta
Quan hom estudia un operador no-afitat {\displaystyle A:H\to H} sobre un espai de Hilbert {\displaystyle H}, si existeix algun {\displaystyle z\in \rho (A)} tal que {\displaystyle R(z;A)} és un operador compacte, llavors diem que {\displaystyle A} té resolvent compacta. L'espectre {\displaystyle \sigma (A)} d'un tal {\displaystyle A} és un subconjunt discret de {\displaystyle \mathbb {C} }. Si, a més, {\displaystyle A} és autoadjunt, llavors {\displaystyle \sigma (A)\subset \mathbb {R} } i existeix una base ortonormal {\displaystyle \{v_{i}\}_{i\in \mathbb {N} }} de vectors propis de {\displaystyle A} amb valors propis {\displaystyle \{\lambda _{i}\}_{i\in \mathbb {N} }} respectivament. També, {\displaystyle \{\lambda _{i}\}} no té cap punt d'acumulació finit.